# Ilyarachna frami
Ilyarachna frami is een pissebed uit de familie Munnopsidae. De wetenschappelijke naam van de soort is voor het eerst geldig gepubliceerd in 1980 door Just.